# Michael von Reineke
Michael von Reineke (Grothusenshof, Livonia. 10 de noviembre de 1801 – Fráncfort del Meno, Confederación Germánica 16 de abril de 1859), conocido en ruso como Mijaíl Franzevich Reyneke (en ruso: Михаил Францевич Рейнеке), y conocido popularmente como Mijaíl Reineke fue un hidrógrafo y vicealmirante alemán báltico del Imperio ruso. Durante su servicio en la Armada Imperial Rusa documentó extensamente los mares Blanco, Báltico y de Barents para el Servicio Hidrográfico ruso y su trabajo determinó la medición estandarizada del nivel del mar utilizado en Rusia.

## Nombre
El nombre de Michael von Reineke ha sido poco estandarizado en la historiografía debido a la mezcla entre alfabetos utilizados para su escritura, así como las propias derivaciones de su apellido, Reineke, originario de la familia noble del siglo XVII, Reinken.
Su nombre, Michael, forma en alemán del hebreo: מִיכָאֵל, latinizado: Mī-khā-'Ēl?), equivalente en español a Miguel es escrito indiferentemente entre la forma tradicional alemana y la rusa Mijaíl, versión rusa del nombre transliterada del cirílico: Михаил. En la época soviética, los libros utilizaban ampliamente la forma rusificada de Mijaíl, actualmente en los libros externos a Rusia, se utiliza la forma alemana Michael.
En cuanto al apellido, se ha escrito de muchas formas: Reineke, Reinecke (muy popular en los textos en inglés), Reyneke (presente en los textos traducidos a otros idiomas desde Rusia), Reinecker o Reinken (ocasionalmente usado en textos en estonio). El apellido es originario de la familia noble livona Reinken, la cual produjo muchas ramas cadete a lo largo de Europa Central y Oriental que fueron modificando el apellido según la mezcla con los distintos idiomas de la zona.
El patronímico Franzevich (en ruso: Францевич, lit. 'hijo de Franz') es utilizado casi exclusivamente en los textos en ruso.

## Biografía
Michael von Reineke nació el 10 de noviembre de 1801 en Grothusenshof (actual Grotūžu muižas), entonces parte de la gobernación de Livonia (hoy Letonia) del Imperio ruso. Nació en una familia aristócrata de ascendencia alemana (alemanes del Báltico). Su padre, Franz von Reineke (conocido en ruso como Franz Franzevich Reineke, en ruso: Франц Францевич Рейнеке) fue gobernador civil de Kamchatka de 1781 a 1784, cuando Kamchatka se convierte en óblast tras las divisiones de la gobernación de Irkutsk. De 1786 a 1798 es nombrado administrador de la capital de la gobernación, tras lo que podrá volver a su hogar en el distrito de Wenden, Livonia, donde nacerá Michael von Reineke. Su abuelo, también llamado Franz Franzevich Reineke, fue burgomaestre en Víborg y más tarde se mudaría a Riga como consejero de la corte y del Liefländischer Landtag.
Reineke fue educado inicialmente en casa hasta 1812, cuando marchó a estudiar dos años a la pensión Ulrich de San Petersburgo hasta su ingreso en el Cuerpo de cadetes navales de la Armada Imperial Rusa, aprobando el examen de ingreso en junio de 1815. El 20 de enero de 1818, Reineke se graduó y fue promovido a suboficial.

### Trayectoria militar
Llegado al principal puerto ruso, Kronstadt, Reineke fue enlistado como tercer oficial de cubierta del capitán-comodoro E. P. Goetzen, excapitán del poderoso navío de línea Moskvá, de quien se convirtió en edecán hasta el retiro de este en 1817 tras «35 años de impecable servicio».
En marzo de 1823, Reineke es ascendido a teniente, y en 1824, navegó al Mar Blanco en el bergantín Ketti bajo el mando de D. A. Demídov para medir la profundidad del citado mar. La expedición no consiguió su objetivo, pero sirvió a Reineke como su primera experiencia práctica en hidrografía. En febrero de 1826, Reineke fue designado jefe de una expedición a las costas de Laponia ese mismo verano. La expedición pudo registrar las costas de la bahía de Kola, el río Tuloma y la zona occidental de Laponia. Por la expedición, Reineke recibió la medalla de tercera clase de la Orden de Santa Ana.
En 1826, el bergantín Lapominka y dos pequeñas goletas, Nomer 1 y Nomer 2, fueron construidas en Arcángel para las expediciones al mar Blanco, expediciones a las que se aginó a Reineke como líder el 4 de marzo de 1827 por recomendación del almirante Adam Johann von Krusenstern. De 1827 a 1832, Reineke dirigió expediciones cada verano al mar blanco para estudiar y cartografiar el mar. La consecución de los estudios le valió un aumento y el ascenso a Capitán-Teniente. 
El resultado de las investigaciones fue publicado en dos volúmenes en 1833 y 1834 bajo el título Atlas del Mar Blanco y la Costa de Laponia (en ruso: Атлас Белого моря и Лапландского берега), expandidos más tarde entre 1843 y 1850 con el título Descripción hidrográfica de la costa norte de Rusia, compilada por el Cap.-Tte. M. Reineke (en ruso: Гидрографическое описание северного берега России, составленное кап.-лейт. М. Рейнеке). Esta obra le ganó el Premio Demídov de la Academia Imperial de Ciencias. Gracias al estudio, también fueron construidos 3 faros en el cabo isla Tersky, y en las islas de Morzhovce y Zhizhgin.
De 1833 a 1852, Reineke se embarcó en investigaciones hidrográficas a lo largo del mar Báltico. En 1840, Reineke ascendiço a capitán, y el 6 de diciembre de 1849 a contraalmirante. Basándose en quince años de observación, Reineke determinó el nivel del mar medio y lo indicó en granito en el Puente Azul de San Petersburgo. Su cálculo fue tan preciso, que su medición fue utilizada como estándar para el nivel del mar en San Petersburgo, y más tarde de toda Rusia.
En 1853, Reineke empezó a aquejarse de mala salud, y tras consultar a los doctores fue enviadoa  Crimea para recuperarse. Allí coincidió con el almirante Pável Najímov, colega de su tiempo en la academia de cadetes, que regresaba a Sebastopol tras la victoria rusa en la batalla de Sinope.
En junio de 1855, Reineke dejó Crimea para volver a San Petersburgo y se despidió de Najímov, que moriría un mes después en el sitio de Sebastopol. Reineke fue nombrado miembro del Comité Científico Naval y dos meses después, el 30 de agosto de 1855, fue ascendido a vicealmirante y nombrado director del Departamento de Hidrografía, inspector del Cuerpo de Navegantes de la Flota y presidente del Comité Científico Naval.
En diciembre de 1857, la salud de Reineke empeoró enormemente, por lo que en mayo de 1858 viajó a la Confederación Germánica para su tratamiento. Pasó el verano en las aguas de Schwalbach y en septiembre se mudó a Heidelberg. En abril de 1859 cambió a Wiesbaden. En la noche del 15 de abril de 1859 llegó a Fráncfort del Meno, donde moriría a las tres de la madrugada.

## Legado
Tras su muerte, numerosos descubrimientos geográficos recibirían el nombre de Reineke en su honor, como la isla Reyneke, del Archipiélago de la Emperatriz Eugenia del golfo de Pedro el Grande en el Krai de Primorie; el pueblo homónimo en la isla parte de Vladivostok, la isla Reyneke del Krai de Jabárovsk en el mar de Ojotsk, y algunos puntos de la bahía de Nueva Zembla y el mar de Ojotsk.